# Андранік Ескандарян
Андранік Ескандарян (англ. Andranik Eskandarian, вірм. Անդրանիկ Իսքանտարեան, перс. آندرانیک اسکندریان, нар. 31 грудня 1951, Тегеран, Іран) — іранський футболіст вірменського походження, що грав на позиції захисника.
Виступав, зокрема, за клуби «Тадж» та «Нью-Йорк Космос», а також національну збірну Ірану.

## Клубна кар'єра
У дорослому футболі дебютував 1970 року виступами за команду клубу «Арарат Тегеран», в якій провів два сезони. 
Своєю грою за цю команду привернув увагу представників тренерського штабу клубу «Тадж», до складу якого приєднався 1972 року. Відіграв за тегеранську команду наступні шість сезонів своєї ігрової кар'єри.
1978 року уклав контракт з клубом «Нью-Йорк Космос», у складі якого провів наступні п'ять років своєї кар'єри гравця. Більшість часу, проведеного у складі «Нью-Йорк Космос», був основним гравцем захисту команди.
Протягом 1984—1987 років грав за футзальні команди «Нью-Йорк Космос» та «Нью-Джерсі Іглз».
Завершив професійну ігрову кар'єру у клубі ««Нью-Джерсі Іглз»», за команду якого виступав протягом 1989—1990 років.

## Виступи за збірну
1975 року дебютував в офіційних матчах у складі національної збірної Ірану. Протягом кар'єри у національній команді, яка тривала 4 роки, провів у формі головної команди країни 29 матчів.
У складі збірної був учасником кубка Азії з футболу 1976 року в Ірані, здобувши титул переможця турніру та чемпіонату світу 1978 року в Аргентині.

## Титули і досягнення
- Чемпіон Ірану (1):

«Нью-Йорк Космос»: 1974-1975
- Чемпіон Північноамериканської ліги (3):

«Тадж»: 1978, 1980, 1982
- Володар кубку Азії (1):

Іран: 1976